# Thierry van den Berg
Thierry van den Berg (Bussum, 1972) is een Nederlands professioneel pokerspeler. Hij won onder meer het €250 No Limit Hold'em-toernooi van de Dom Classics 2007 in Utrecht, goed voor $20.190,- aan prijzengeld. Vanwege zijn prestaties in seizoen vier van de European Poker Tour was hij een van de vijf genomineerden voor de titel Player of the Year. Van den Berg behoorde in 2009 en 2010 tot 'Team PokerStars' Pro Holland, waar hij deel uitmaakte van een groep met daarin onder andere Marcel Lüske, Noah Boeken, Pieter de Korver en Lex Veldhuis.
Van den Berg speelde tot en met juni 2015 meer dan $975.000,- bij elkaar in (live-)pokertoernooien (cashgames niet meegerekend). Online gaat hij (meestal) schuil achter het pseudoniem Bokpower, wat afgeleid is van de bijnaam Bokkie die hij in zijn jeugd opdeed.

## Pokercarrière
Van den Berg speelde in zijn jonge jaren al kaartspellen als zwikken en toepen voor hij in aanraking kwam met poker, in eerste instantie 5 Card Draw. De internationale pokerwereld maakte kennis met hem toen hij in november 2005 als tweede eindigde in het $1.000 No Limit Hold'em-toernooi van de Caribbean Poker Classic in Saint Kitts. Twaalf maanden later werd hij in eigen land vierde in het €200 No Limit Hold'em-toernooi van de Master Classics of Poker 2006, waarmee hij de hoogst geëindigde Nederlander was.
Van den Berg speelde zich in het $5.000 No Limit Hold'em - Six Handed-toernooi van de World Series of Poker 2007 voor het eerst in het prijzengeld op de World Series of Poker (WSOP). Zijn zevende plaats was goed voor $83.145,-, zijn hoogste geldprijs tot op dat dat moment. Acht dagen later werd hij 81e in het Main Event van dat jaar en mocht hij nog $106.382,- op zijn rekening bijschrijven.
In oktober 2007 maakte Van den Berg naam in het European Poker Tour-circuit. Eerst eindigde hij als vijfde in de €7.600 EPT Baden Classic (goed voor $$187.781,-) en later die maand werd hij achtste in het €7.700 - No Limit Hold'em-toernooi van de EPT Dublin (goed voor $68.672,-). Later behoorde hij ook tot de prijswinnaars op EPT-toernooien in Warschau en Barcelona, Hij won voor het eerst prijzengeld in de World Poker Tour toen hij in het $15.000 No Limit Hold'em-toernooi van de Bellagio Cup IV 2008 als 72e eindigde, goed voor $19.390,-.